# Hana Usagi
Hana Usagi (鼻兎, Hana Usagi) est un manga de type seinen écrit et dessiné par Kentarō Kobayashi. Il a été prépublié dans le magazine Young Magazine Uppers entre 1999 et 2004 et édité par Kōdansha.

## Liste des chapitres
| no | Japonais         | Japonais      |
| no | Date de sortie   | ISBN          |
| -- | ---------------- | ------------- |
| 1  | 7 septembre 2001 | 4-06-335113-0 |
| 2  | 27 août 2002     | 4-06-335117-3 |
| 3  | 9 septembre 2003 | 4-06-335125-4 |
| 4  | 16 décembre 2004 | 4-06-335130-0 |